# Грузинская улица (Киев)
Грузинская улица (укр. Грузинська вулиця) — улица в Дарницком районе города Киева, местность Красный хутор. Пролегает от Харьковского шоссе до Боровой улицы.
Приобщается Ташкентская улица.

## История
Улица возникла в 1-й половине XX века, называлась Пушкинская. Современное название — с 1955 года. До 1984 года в состав улицы входила также часть улицы Архитектора Вербицкого.